# XIII legislatura de El Salvador
La XIII legislatura de El Salvador (también conocida como La Nueva Asamblea) fue una reunión del poder legislativo del gobierno de El Salvador, compuesto por los 84 diputados que integraron la Asamblea Legislativa. Inició en San Salvador, el 1 de mayo de 2021 y finalizó el 30 de abril de 2024.
En 2021, el Tribunal Supremo Electoral convocó las elecciones legislativas para febrero de dicho año. El resultado dio la victoria al partido Nuevas Ideas, obteniendo la mayoría calificada en la Asamblea Legislativa, lo cual fue un hecho inédito en la historia política salvadoreña, superando los 39 diputados de ARENA en 1994.
El 29 de abril de 2024, la Asamblea Legislativa aprobó una reforma a la Constitución de la República de El Salvador. Dicho acuerdo buscaría modificar el artículo 248 de la Constitución permitiendo que una "misma legislatura pueda ratificar una reforma constitucional con el voto de las tres cuartas partes de los diputados electos".

## Sesión de Instalación

Distribución de escaños por ideología política:
Centro a Centroderecha—64 (Nuevas Ideas, GANA, PCN y PDC)
Derecha—15 (ARENA y VAMOS)
Izquierda—5 (FMLN y Nuestro Tiempo)

El 1 de mayo de 2021, se instaló la legislatura 2021-2024, con los 84 diputados propietarios y suplentes elegidos el 28 de febrero de dicho año. Con una mayoría inédita del oficialismo, la nueva Asamblea fue instalada en el Salón Azul del Órgano Legislativo, con el "mandato constitucional de legislar, elegir funcionarios, aprobar préstamos y presupuestos".
El partido Nuevas Ideas contó, según los datos oficiales del escrutinio final del Tribunal Supremo Electoral, con 46 diputados afiliados y 10 en coalición con la Gran Alianza por la Unidad Nacional (GANA), sumando 56 diputados en total, siendo GANA el partido que aupó a Nayib Bukele para ganar las elecciones presidenciales de 2019. La nueva composición de la Asamblea Legislativa, que en la legislatura 2018-2021 era de mayoría opositora, le permitió al presidente Bukele gobernar hasta el fin de su gestión sin mayor oposición desde dicho órgano.

### Elección del presidente
| Nuevas Ideas                                       | 56 | Ernesto Castro Aldana |
| Gran Alianza por la Unidad Nacional                | 5  | Ernesto Castro Aldana |
| Partido de Concertación Nacional                   | 2  | Ernesto Castro Aldana |
| Partido Demócrata Cristiano                        | 1  | Ernesto Castro Aldana |
| Alianza Republicana Nacionalista                   | 14 | Ernesto Castro Aldana |
| Frente Farabundo Martí para la Liberación Nacional | 4  | Ernesto Castro Aldana |
| Nuestro Tiempo                                     | 1  | Ernesto Castro Aldana |
| Vamos                                              | 1  | Ernesto Castro Aldana |
| Blancos                                            | 0  | Ernesto Castro Aldana |
| Nulos                                              | 0  | Ernesto Castro Aldana |
|                                                    |    | Ernesto Castro Aldana |
| Total                                              | 84 | Ernesto Castro Aldana |

### Junta Directiva

Distribución de la Junta Directiva de la Asamblea Legislativa 2021-2024.

| Cargo                                 | Miembro            | Partido | Partido                             | Departamento | Plazo en el cargo |
| ------------------------------------- | ------------------ | ------- | ----------------------------------- | ------------ | ----------------- |
| Presidente de la Asamblea Legislativa | Ernesto Castro     |         | Nuevas Ideas                        | San Salvador | 2021–2024         |
| Primera Vicepresidenta                | Suecy Callejas     |         | Nuevas Ideas                        | San Salvador | 2021–2024         |
| Segundo Vicepresidente                | Rodrigo Ayala      |         | Nuevas Ideas                        | San Salvador | 2021–2024         |
| Tercer Vicepresidente                 | Guillermo Gallegos |         | Gran Alianza por la Unidad Nacional | San Salvador | 2021–2024         |
| Primera Secretaria                    | Elisa Rosales      |         | Nuevas Ideas                        | San Salvador | 2021–2024         |
| Segundo Secretario                    | Numan Salgado      |         | Gran Alianza por la Unidad Nacional | San Miguel   | 2021–2024         |
| Tercer Secretario                     | Serafín Orantes    |         | Partido de Concertación Nacional    | Ahuachapán   | 2021-2022         |
| Tercer Secretario                     | Reynaldo Cardoza   |         | Partido de Concertación Nacional    | Chalatenango | 2022-2024         |
| Cuarto Secretario                     | Reynaldo Carballo  |         | Partido Demócrata Cristiano         | San Miguel   | 2021–2024         |

### Formación de los grupos parlamentarios
| Grupo Parlamentario | Grupo Parlamentario                                | Componentes | Presidente                    | Jefe de la bancada  | Escaños |
| ------------------- | -------------------------------------------------- | ----------- | ----------------------------- | ------------------- | ------- |
|                     | Nuevas Ideas                                       | N           | Xavier Zablah Bukele (2020- ) | Christian Guevara   | 56      |
|                     | Alianza Republicana Nacionalista                   | ARENA       | Carlos García Saade           | Silvia Ostorga      | 14      |
|                     | Gran Alianza por la Unidad Nacional                | GANA        | Nelson Guardado (2019- )      | Juan Carlos Mendoza | 5       |
|                     | Frente Farabundo Martí para la Liberación Nacional | FMLN        | Óscar Ortiz (2019- )          | Jaime Guevara       | 4       |
|                     | Partido de Concertación Nacional                   | PCN         | Manuel Rodríguez              | Reynaldo Cardoza    | 2       |
|                     | Partido Demócrata Cristiano                        | PDC         | Reynaldo Carballo (2021- )    | Reynaldo Carballo   | 1       |
|                     | Nuestro Tiempo                                     | NT          | Andy Failer (2023- )          | Johnny Wright Sol   | 1       |
|                     | Vamos                                              | Vamos       | Cesia Rivas de López          | Claudia Ortiz       | 1       |

## Controversias

### Sesión Plenaria Ordinaria 1

#### Destitución de los magistrados de la Sala de lo Constitucional
Durante la primera sesión plenaria, la Asamblea Legislativa destituyó a los magistrados de la Sala de lo Constitucional, la moción fue presentada por la diputada Suecy Callejas, argumentando que la Sala sentenció en contra de la población salvadoreña durante la crisis de la pandemia, «respondiendo a intereses particulares».
Los diputados se ampararon en el artículo 186 de la Constitución para dictaminar en contra de la Sala.
Resultado de la votación:
|                                                                | Fecha                                                | Voto | Voto |    |    |   |   |   |   |   |   | Total |
| -------------------------------------------------------------- | ---------------------------------------------------- | ---- | ---- | -- | -- | - | - | - | - | - | - | ----- |
| Destitución de los magistrados de la Sala de lo Constitucional | 1 de mayo de 2021 Mayoría absoluta requerida (56/84) | Sí   |      | 56 |    | 5 |   | 2 |   | 1 |   | 64/84 |
| Destitución de los magistrados de la Sala de lo Constitucional | 1 de mayo de 2021 Mayoría absoluta requerida (56/84) | No   |      |    | 13 |   | 4 |   | 1 |   | 1 | 19/84 |
| Destitución de los magistrados de la Sala de lo Constitucional | 1 de mayo de 2021 Mayoría absoluta requerida (56/84) | Aus. |      |    | 1  |   |   |   |   |   |   | 1/84  |

Los propietarios destituidos son:
- Armando Pineda Navas, Magistrado Presidente.
- Aldo Enrique Cáder Camilot, Primer Vocal.
- Carlos Sergio Avilés Velásquez, Segundo vocal.
- Carlos Ernesto Sánchez Escobar, Tercer Vocal.
- Marina de Jesús Marenco de Torrento, Cuarta Vocal.

#### Elección de los magistrados de la Sala de lo Constitucional
La Asamblea Legislativa eligió a los nuevos magistrados propietarios de la Sala de lo Constitucional de la Corte Suprema de Justicia, luego de haber aprobado un dictamen que significó la destitución de magistrados propietarios y suplentes de la anterior Sala.
Propietarios
Primer Vocal
| Candidato         | Cargo        | Votación | Votación  | Votación   | Votación | Total |
| Candidato         | Cargo        | A favor  | En contra | Abstención | Ausente  | Total |
| ----------------- | ------------ | -------- | --------- | ---------- | -------- | ----- |
| Elsy Dueñas Lovos | Primer Vocal | 64       | 17        | 3          | 0        | 84    |

Segundo vocal
| Candidato               | Cargo         | Votación | Votación  | Votación   | Votación | Total |
| Candidato               | Cargo         | A favor  | En contra | Abstención | Ausente  | Total |
| ----------------------- | ------------- | -------- | --------- | ---------- | -------- | ----- |
| José Ángel Pérez Chacón | Segundo vocal | 64       | 18        | 0          | 2        | 84    |

Tercer Vocal
| Candidato                 | Cargo        | Votación | Votación  | Votación   | Votación | Total |
| Candidato                 | Cargo        | A favor  | En contra | Abstención | Ausente  | Total |
| ------------------------- | ------------ | -------- | --------- | ---------- | -------- | ----- |
| Luis Javier Suárez Magaña | Tercer Vocal | 64       | 18        | 0          | 2        | 84    |

Cuarto Vocal
| Candidato           | Cargo        | Votación | Votación  | Votación   | Votación | Total |
| Candidato           | Cargo        | A favor  | En contra | Abstención | Ausente  | Total |
| ------------------- | ------------ | -------- | --------- | ---------- | -------- | ----- |
| Héctor Nahum García | Cuarto Vocal | 64       | 18        | 0          | 2        | 84    |

#### Destitución del fiscal general de la República
La destitución de Raúl Melara surgió a petición del diputado de Nuevas Ideas, Jorge Castro, por lo que la Asamblea inició la lectura de la propuesta para destituirlo. La moción surgió a pocos minutos de haber juramentado a los nuevos magistrados de la Sala.
Resultado de la votación:
|                                                             | Fecha                                                | Voto | Voto |    |    |   |   |   |   |   |   | Total |
| ----------------------------------------------------------- | ---------------------------------------------------- | ---- | ---- | -- | -- | - | - | - | - | - | - | ----- |
| Destitución de Raúl Melara (fiscal general de la República) | 1 de mayo de 2021 Mayoría absoluta requerida (56/84) | Sí   |      | 56 |    | 5 |   | 2 |   | 1 |   | 64/84 |
| Destitución de Raúl Melara (fiscal general de la República) | 1 de mayo de 2021 Mayoría absoluta requerida (56/84) | No   |      |    | 2  |   | 4 |   | 1 |   |   | 7/84  |
| Destitución de Raúl Melara (fiscal general de la República) | 1 de mayo de 2021 Mayoría absoluta requerida (56/84) | Abs. |      |    | 11 |   |   |   |   |   |   | 11/84 |
| Destitución de Raúl Melara (fiscal general de la República) | 1 de mayo de 2021 Mayoría absoluta requerida (56/84) | Aus. |      |    | 1  |   |   |   |   |   | 1 | 2/84  |

#### Elección del fiscal general de la República
En la  medianoche del 2 de mayo de 2021, la Asamblea Legislativa eligió a Rodolfo Antonio Delgado Montes como nuevo fiscal general de la República, luego de haber aprobado un dictamen que significó la destitución de Raúl Melara.
Resultado de la votación:
| Candidato                      | Fecha                                                | Voto | Voto |    |    |   |   |   |   |   |   | Total |
| ------------------------------ | ---------------------------------------------------- | ---- | ---- | -- | -- | - | - | - | - | - | - | ----- |
| Rodolfo Antonio Delgado Montes | 2 de mayo de 2021 Mayoría absoluta requerida (56/84) | Sí   |      | 56 |    | 5 |   | 2 |   | 1 |   | 64/84 |
| Rodolfo Antonio Delgado Montes | 2 de mayo de 2021 Mayoría absoluta requerida (56/84) | No   |      |    |    |   | 4 |   | 1 |   |   | 5/84  |
| Rodolfo Antonio Delgado Montes | 2 de mayo de 2021 Mayoría absoluta requerida (56/84) | Aus. |      |    | 14 |   |   |   |   |   | 1 | 15/84 |

### Remoción
- El 30 de octubre de 2021, el partido Nuevas Ideas anunció la separación preventiva de dos de sus diputados de la fracción legislativa, luego que se conociera a través de un audio de 45 minutos una supuesta conspiración para dividir al grupo parlamentario.[10][11]
- El 16 de agosto de 2023, el diputado de Nuevas Ideas por el departamento de La Libertad, Erick García, fue desaforado y suspendido de sus funciones como legislador mientras se sometía a un proceso penal por el delito de falsedad ideológica.[12]
- el 23 de agosto de 2023, inició el proceso de antejuicio y desafuero del diputado de ARENA, Alberto Romero, el legislador fue procesado por los delitos de enriquecimiento ilícito y lavado de dinero y activos.[13]

## Comisiones

### Permanentes
| N.º | Comisión                                                                                     | Cargo        | Cargo               | Cargo        | Cargo             | Cargo     | Cargo              |
| N.º | Comisión                                                                                     | Presidente/a | Presidente/a        | Secretario/a | Secretario/a      | Relator/a | Relator/a          |
| --- | -------------------------------------------------------------------------------------------- | ------------ | ------------------- | ------------ | ----------------- | --------- | ------------------ |
| 1   | Comisión Política                                                                            |              | Ernesto Castro      |              | Ana Figueroa      |           | Jorge Castro       |
| 2   | Comisión de Legislación y Puntos Constitucionales                                            |              | Marcela Pineda      |              | Rodrigo Ayala     |           | Rebeca Santos      |
| 3   | Comisión de Relaciones Exteriores, Integración Centroamericana y Salvadoreños en el Exterior |              | Ana Figueroa        |              | Reynaldo Cardoza  |           | Walter Alemán      |
| 4   | Comisión de Justicia y Derechos Humanos                                                      |              | Rebeca Santos       |              | Samuel Martínez   |           | Jorge Castro       |
| 5   | Comisión de Cultura y Educación                                                              |              | Reynaldo Carballo   |              | Rodrigo Ayala     |           | Raúl Castillo      |
| 6   | Comisión de Obras Públicas, Transporte y Vivienda                                            |              | Salvador Chacón     |              | Serafín Orantes   |           | Saúl Mancía        |
| 7   | Comisión de Asuntos Municipales                                                              |              | Elisa Rosales       |              | Bladimir Barahona |           | Aronette Mencía    |
| 8   | Comisión de Economía                                                                         |              | Rodrigo Ayala       |              | William Soriano   |           | Estuardo Rodríguez |
| 9   | Comisión de Hacienda y Especial del Presupuesto                                              |              | Christian Guevara   |              | William Soriano   |           | Giovanny Saldaña   |
| 10  | Comisión de Defensa                                                                          |              | Juan Carlos Mendoza |              | Giovanny Saldaña  |           | Rubén Flores       |
| 11  | Comisión de Seguridad Pública y Combate a la Narcoactividad                                  |              | Francisco Amaya     |              | Walter Coto       |           | Carlos Bruch       |
| 12  | Comisión de Salud                                                                            |              | Amílcar Ayala       |              | José Urbina       |           | Edwin Serpas       |
| 13  | Comisión de Medio Ambiente y Cambio Climático                                                |              | Sandra Martínez     |              | Adelmo Rivas †    |           | Norma Lobo         |
| 14  | Comisión de Familia, Niñez, Adolescencia, Adulto Mayor y Personas con Discapacidad           |              | Suecy Callejas      |              | Suni Cedillos     |           | Janneth Molina     |
| 15  | Comisión de Trabajo y Previsión Social                                                       |              | Edgardo Mulato      |              | Evelyn Merlos     |           | Ivonne Hernández   |
| 16  | Comisión de Juventud y Deporte                                                               |              | Reynaldo Cardoza    |              | Lorena Fuentes    |           | Leonel Uceda       |
| 17  | Comisión de la Mujer y la Igualdad de Género                                                 |              | Alexia Rivas        |              | Lorena Fuentes    |           | Norma Lobo         |
| 18  | Comisión Agropecuaria                                                                        |              | Ricardo Rivas       |              | Serafín Orantes   |           | Adelmo Rivas †     |
| 19  | Comisión de Reformas Electorales y Constitucionales                                          |              | Romeo Auerbach      |              | Raúl Chamagua     |           | Alexia Rivas       |
| 20  | Comisión Financiera                                                                          |              | Dania González      |              | Caleb Navarro     |           | William Soriano    |

### Especiales
| N.º | Comisión | Cargo        | Cargo          | Cargo        | Cargo         | Cargo     | Cargo            |
| N.º | Comisión | Presidente/a | Presidente/a   | Secretario/a | Secretario/a  | Relator/a | Relator/a        |
| --- | --- | ------------ | -------------- | ------------ | ------------- | --------- | ---------------- |
| 1   | Comisión Especial para investigar la entrega de sobresueldos provenientes de fondos públicos de Casa Presidencial a funcionarios, personas naturales o jurídicas de gobiernos anteriores. |              | Jorge Castro   |              | Raúl Castillo |           | Rebeca Santos    |
| 2   | Comisión Especial para investigar fondos otorgados a ONG |              | Alexia Rivas   |              | Caleb Navarro |           | Giovanni Zaldaña |
| 3   | Comisión de Antejuicio para desaforar al diputado Érick García |              | Ernesto Castro |              | Rodrigo Ayala |           | Caleb Navarro    |

## Sesiones (2021-2022)

### Ordinarias
| N.º | Fecha                    | Temas tratados y eventos ocurridos | Duración |
| --- | ------------------------ | --- | -------- |
| 2   | 5 de mayo de 2021        | Se aprobó la reforma a la Ley de Impresos en El Salvador, con la cual se obligará al pago de impuestos a los periódicos impresos. | 7:88:79  |
| 4   | 18 de mayo de 2021       | Se aprobó la creación de una comisión especial para investigar los fondos estatales de las organizaciones no gubernamentales (ONG), fundaciones y asociaciones sin fines de lucro. | 4:80:89  |
| 5   | 25 de mayo de 2021       | Se aprobó la Ley de Creación del Fideicomiso para la Soberanía Alimentaria y el Rescate del Sector Agropecuario. | 8:07:00  |
| 6   | 3 de junio de 2021       | Se aprobó expulsar de las instituciones autónomas del Estado a los representantes de la Asociación Nacional de la Empresa Privada (ANEP). | 11:90:96 |
| 7   | 8 de junio de 2021       | Se aprobó el proyecto de ley que permitirá usar el bitcoin de manera legal en todo el territorio nacional. El Salvador se convirtió en el primer país en adoptar la criptomoneda en su sistema financiero. | 6:60:98  |
| 8   | 15 de junio de 2021      | Diputados aprobaron declarar Hijos Meritísimos a los jugadores y cuerpo técnico de la selección de fútbol playa, por su campeonato y clasificación al mundial de la categoría que se realizó en Rusia. | 6:01:31  |
| 10  | 29 de junio de 2021      | Elección de los 5 magistrados de la Corte Suprema de Justicia, para el periodo 2021-2030. | 10:71:78 |
| 11  | 6 de julio de 2021       | Ratificó los fondos para el financiamiento de la fase III del Plan Control Territorial que despliega el gobierno con su política de seguridad. Con la aprobación, se dio acceso al gobierno a disponer de $109 millones de un préstamo brindado por el Banco Centroamericano de Integración Económica (BCIE). Dichos fondos habían sido solicitados desde agosto de 2019 a la legislatura anterior, pero los mismos no fueron concedidos. | 4:31:05  |
| 12  | 13 de julio de 2021      | Se aprobó suspender por 90 días, toda concentración de personas en actos públicos y privados relacionados con conciertos, mítines, eventos deportivos abiertos al público y festejos de fiestas patronales, para evitar el incremento de casos por COVID-19. | 6:40:44  |
| 13  | 20 de julio de 2021      | Se aprobó reformar la Ley de Símbolos Patrios con el fin de incorporar la leyenda “Puesta Nuestra Fe en Dios”. | 6:29:56  |
| 18  | 31 de agosto de 2021     | Se aprobó la reforma a la Ley de la Carrera Judicial, la cual permitirá transparentar la labor de jueces y magistrados. | 7:01:97  |
| 19  | 7 de septiembre de 2021  | Se aprobó reformar el artículo 32 del Código Procesal Penal. | 6:58:15  |
| 20  | 14 de septiembre de 2021 | Se aprobó el proyecto de ley que permitirá el Ejercicio del Sufragio en el Extranjero. | 6:25:52  |
| 21  | 21 de septiembre de 2021 | Elección de los 7 concejales del Consejo Nacional de la Judicatura, para el periodo 2021-2026. | 6:01:00  |
| 22  | 28 de septiembre de 2021 | Se aprobó la Ley Transitoria para la Estabilización de Precios del Gas Licuado de Petróleo. | 4:67:92  |
| 23  | 5 de octubre de 2021     | Se le otorgó el título de Villa al municipio de Las Vueltas, departamento de Chalatenango. | 4:75:85  |
| 25  | 20 de octubre de 2021    | Con 76 votos a favor, uno en contra y 2 abstenciones, la mayoría del pleno legislativo rechazó una iniciativa que buscaba reformar el artículo 133 del Código Penal, que actualmente establece penas de 2 a 8 años de prisión a quien realice un aborto. | 6:42:50  |
| 26  | 26 de octubre de 2021    | Se aprobó la Ley de Creación de la Dirección General de Energía, Hidrocarburos y Minas. | 3:59:59  |
| 27  | 3 de noviembre de 2021   | Se aprobó el dictamen para que se declare abierto el proceso de antejuicio en contra del legislador del Parlacen por el partido ARENA, Norman Quijano. | 4:71:71  |
| 28  | 9 de noviembre de 2021   | Se aprobó la Ley de Creación del Fondo para el Desarrollo Económico y Social de los Municipios. | 7:75:57  |
| 29  | 17 de noviembre de 2021  | Creación de la Comisión de Antejuicio contra los diputados José Ilofio García Torres y Gerardo Balmore Aguilar Soriano. | 9:44:50  |
| 30  | 23 de noviembre de 2021  | Creación de la Ley de Dominio Eminente de Inmuebles para Obras Municipales. | 8:74:04  |
| 31  | 30 de noviembre de 2021  | Elección de los magistrados suplentes de la Corte Suprema de Justicia: - Henry Alexander Mejía - Alejandro Antonio Quinteros Espinoza - Nelson Palacios Hernández | 9:40:08  |
| 32  | 7 de diciembre de 2021   | Se aprobó reformar la Ley Especial de Adopciones. | 8:14:61  |
| 33  | 14 de diciembre de 2021  | Se aprobó reformar la Ley del Sistema de Tarjetas de Crédito. | 5:44:23  |
| 34  | 15 de diciembre de 2021  | Se retiró el fuero al diputado del Parlamento Centroamericano, Norman Quijano. | 5:57:59  |
| 35  | 21 de diciembre de 2021  | Se aprobó la Ley General de Recursos Hídricos. | 10:61:91 |
| 36  | 22 de diciembre de 2021  | - - Se aprobó el nombramiento de Rodolfo Delgado como fiscal general de la República. - - Se aprobó el Presupuesto General de la nación año 2022. | 7:18:51  |
| 38  | 11 de enero de 2022      | Se declaró el 16 de enero como “Día Nacional de las Víctimas del Conflicto Armado”. | 5:02:87  |
| 39  | 18 de enero de 2022      | Se declaró simbólicamente, al municipio de Aguilares, del departamento de San Salvador, como capital por un día, el domingo 23 de enero de 2022. | 4:23:85  |
| 40  | 25 de enero de 2022      | Se declaró a José Rolando Menéndez Castro, quien personifica a “El Cipitío”, como Hijo Meritísimo de El Salvador. | 7:38:54  |
| 41  | 1 de febrero de 2022     | Se aprobó reformar el Código Procesal Penal, a fin de incorporar un capítulo relativo a la «Evidencia Digital». | 5:63:47  |
| 42  | 8 de febrero de 2022     | Se aprobó reformar los artículos 261 y 263 del Código Penal. Con esas modificaciones se busca «castigar con cárcel a toda persona que dañe o realice actos de crueldad aún animal de compañía». | 3:55:61  |
| 43  | 9 de febrero de 2022     | Se eliminó el fuero constitucional, a los diputados José Ilofio García Torres y Gerardo Balmore Aguilar Soriano. | 5:66:76  |
| 48  | 15 de marzo de 2022      | Se entregó distinción honorífica como «Hijo Meritísimo de El Salvador», al artista José Rolando Menéndez Castro. | 5:36:31  |

### Solemnes
| N.º | Fecha              | Eventos ocurridos | Duración |
| --- | ------------------ | --- | -------- |
| 1   | 1 de junio de 2021 | El presidente Nayib Bukele, se dirigió a la nación desde el Salón Azul de la Asamblea Legislativa para rendir un informe de labores por su segundo año de gestión, donde destacó los logros en seguridad e hizo un llamado a «defender las conquistas». A la sesión solemne asistió el cuerpo diplomático acreditado en el país, así como las máximas autoridades de los tres órganos de Estado. El reglamento interior de la Asamblea mandata que el uno de junio de cada año, los presidentes de la República deben presentar un informe anual a la nación. | 1:02:56  |

### Extraordinarias
| N.º | Fecha               | Temas tratados y eventos ocurridos | Duración |
| --- | ------------------- | --- | -------- |
| 1   | 6 de agosto de 2021 | Se aprobó la entrega de un reconocimiento monetario a los jugadores y el cuerpo técnico de la Selección Nacional de Fútbol Playa de El Salvador, previo a su participación en el mundial de Rusia 2021. | 1:43:28  |
| 2   | 13 de marzo de 2022 | Se aprobó la Ley Especial Transitoria de Combate a la Inflación de Precios de Productos Básicos. | 3:41:47  |
| 3   | 13 de marzo de 2022 | Se aprobó la Ley Especial Transitoria para Sancionar Infracciones a la Comercialización de Productos Derivados del Petróleo.                                                                            | 1:23:14  |

## Régimen de excepción

### Sesión Plenaria Extraordinaria 4
En la medianoche del 27 de marzo de 2022, la Asamblea Legislativa aprobó declarar «Régimen de Excepción» en todo el territorio nacional. Esto ocurrió en medio de una ola de violencia, atribuida a la pandilla Mara Salvatrucha, que en dos días se cobró la vida de 62 personas, lo que constituye un récord criminal en la historia reciente del país.
Resultado de la votación:
|                                                           | Fecha                                                  | Voto | Voto |    |   |   |   |   |   |   |   |   | Total |
| --------------------------------------------------------- | ------------------------------------------------------ | ---- | ---- | -- | - | - | - | - | - | - | - | - | ----- |
| Aplicar el artículo 29 de la Constitución de la República | 27 de marzo de 2022 Mayoría absoluta requerida (56/84) | Sí   |      | 56 | 2 | 5 |   | 2 |   | 1 |   | 1 | 67/84 |
| Aplicar el artículo 29 de la Constitución de la República | 27 de marzo de 2022 Mayoría absoluta requerida (56/84) | No   |      |    |   |   |   |   |   |   |   |   | 0/84  |
| Aplicar el artículo 29 de la Constitución de la República | 27 de marzo de 2022 Mayoría absoluta requerida (56/84) | Abs. |      |    |   |   | 4 |   |   |   |   |   | 4/84  |
| Aplicar el artículo 29 de la Constitución de la República | 27 de marzo de 2022 Mayoría absoluta requerida (56/84) | Aus. |      |    | 9 |   |   |   | 1 |   | 1 | 2 | 13/84 |

## Fallecidos
El 22 de junio de 2021, se anunció que el diputado Adelmo Rivas había dado positivo por COVID-19. Rivas murió a causa de la enfermedad el 25 de junio. Como resultado, se convirtió en el primer miembro de la Asamblea Legislativa en morir a causa de la enfermedad.

## Disidentes
El 22 de septiembre de 2021, los diputados Carlos Reyes y Jorge Rosales, miembros del partido ARENA, anunciaron en conferencia de prensa su renuncia a dicho partido político.

## Diputados por departamento
Debido a la población de cada departamento, hay listas plurinominales departamentales que se reparten así:
| Departamento |    |   |   |   |   |   |   |   | Total |
| ------------ | -- | - | - | - | - | - | - | - | ----- |
| San Salvador | 17 | 3 | 1 | 1 |   | 1 |   | 1 | 24    |
| La Libertad  | 7  | 2 | 1 |   |   |   |   |   | 10    |
| Santa Ana    | 5  | 1 | 1 |   |   |   |   |   | 7     |
| San Miguel   | 3  |   | 1 | 1 |   |   | 1 |   | 6     |
| Sonsonate    | 4  | 1 | 1 |   |   |   |   |   | 6     |
| Usulután     | 3  | 1 |   | 1 |   |   |   |   | 5     |
| Ahuachapán   | 2  | 1 |   |   | 1 |   |   |   | 4     |
| La Paz       | 3  | 1 |   |   |   |   |   |   | 4     |
| La Unión     | 2  | 1 |   |   |   |   |   |   | 3     |
| Chalatenango | 2  |   |   |   | 1 |   |   |   | 3     |
| Morazán      | 2  |   |   | 1 |   |   |   |   | 3     |
| Cuscatlán    | 2  | 1 |   |   |   |   |   |   | 3     |
| San Vicente  | 2  | 1 |   |   |   |   |   |   | 3     |
| Cabañas      | 2  | 1 |   |   |   |   |   |   | 3     |